# Frank Palomino
Frank Albert Palomino Olazábal (Cusco, 1º dicembre 1970) è un ex calciatore peruviano, di ruolo centrocampista.